# فولکاخ
شهر فولکاخ (به آلمانی: Volkach) در ایالت بایرن در کشور آلمان واقع شده‌است.